# Parallel Universe
Parallel Universe' е сингъл на американската рок група Ред Хот Чили Пепърс. Това е шестият издаден сингъл от албума Californication. Въпреки че никога не издавана на компакт диск песента се изкачва до номер 37 в класацията US Modern Rock Tracks и става част от компилацията Greatest Hits.
Песента се отличава с това, че не съдържа типичните за групата фънк елементи.